# Louis Bourgeois (football)
Pour les articles homonymes, voir Louis Bourgeois et Bourgeois.
Louis Bourgeois, né le 31 juillet 1937 à Billy-Berclau et mort le 22 février 2022 à Lens, est un footballeur français.
Ce joueur au grand gabarit (1,80 m, 80 kg) était attaquant.

## Carrière
- 1954-1960 : Lille OSC
- 1960-1963 : USL Dunkerque
- 1963-1969 : Stade de Reims
- 1969-1971 : USL Dunkerque
- 1971-1984 : Billy-Berclau[3]

## Palmarès
- Champion de France de D2 en 1966 avec le Stade de Reims
- Montée en D1 avec le LOSC en 1957
- International amateur (de 1961 à 1964)

## Statistiques
- 47 matchs et 13 buts en Division 1
- 204 matchs et 64 buts en Division 2